# Argo 680
Die ARGO 680 ist ein sportliches Kielboot mit guten Gleiteigenschaften. Es wird im Freizeitbereich, vor allem aber international als kleine Regattayacht genutzt. 

## Technische Daten
- Länge: 6,80 m / 22 Fuß (mit Ruder und Bugspriet 8,39 m)
- Breite: 2,5 m
- Tiefgang: 1,53 m
- Gewicht: 790 kg
- Segelfläche gesamt: 66,6 m²
- am Wind: 25,5 m²
- Gennaker/Spi: 41,2 m²
- Baumaterial: Sandwichlaminat mit gewebten Glasfasern, PVC-Schaum und Isophthalsäurepolyester. Teilweise unter Verwendung von Vakuumtechnik. Carbon-Epoxy-Vakuumbauweise als Option.
- Crewgewicht: maximal: 400 kg (Regatta)

## Allgemeines
Gesegelt wird zumeist mit einer Besatzung zwischen drei und sechs Personen. Das Schiff ist aber ab einer Besatzung von zwei Seglern zu beherrschen. Die ARGO hat keine Backstagen, was für moderne Regattaschiffe ungewöhnlich ist. Die Beseglung besteht aus Fock, Genua, Großsegel sowie einem Spinnaker oder alternativ Gennaker. Auf Regatten wird die ARGO meist von vier Leuten gesegelt. Das Boot ist leicht trailerbar.